# Кулагин, Александр Сергеевич
Алекса́ндр Серге́евич Кула́гин (22 ноября 1925 — 2011) — советский художник-пейзажист, живописец.

## Биография
Родился в д. Зоринка (ныне — Уришка в Ромодановском районе Республики Мордовия).
Участник Великой Отечественной войны.
В 1946 году окончил Иркутское художественном училище (учился у Б. И. Лебединского), в 1952 — Московский институт прикладного и декоративного искусства (учился у П. П. Соколова-Скаля, А. А. Дейнеки, П. М. Шухмина).
С 1952 года жил в Ростове-на-Дону, преподавал в Ростовском художественном училище имени М. Б. Грекова (1953—1962, здесь у него учился, в частности, заслуженный художник РФ, почётный член РАХ В. Ф. Коробов), был также директором училища; преподавал в Ростовском инженерно-строительном институте (1968—1983); доцент.

## Творчество
В поездках по стране, а также по Болгарии, Вене, Чехословакии создал большие циклы произведений; считался мастером индустриального пейзажа. Главной в творчестве стала донская тема, стремление создать обобщённый образ донской природы реализовывалось в поездках в станицы Вёшенская, Раздорская, Пухляковская.
С 1948 года регулярно участвовал в республиканских, всесоюзных и зарубежных выставках. Неоднократно в Ростове-на-Дону и Таганроге проходили его персональные выставки.
Член Союза художников РСФСР с 1953 года.
Работы находятся в Ростовском областном музее изобразительных искусств, в Сальском музее им. В. К. Нечитайло, в Пухляковской картинной галерее, в частных собраниях в России и за рубежом; неоднократно продавались на мировых аукционах.
В числе его произведений:
- Атоммаш. Обработка главного корпуса реактора (1970-е) — холст, масло; 90×120 см[12]
- Дары царю (1970—1980-е) — бумага, акварель; 22×51 см[13]
- Дон у станицы Раздорской (в собрании Ростовского музея изобразительных искусств)[9]
- Индустриальный пейзаж (1962) — холст, масло; 55×75 см[12]
- Макеевка. Утро (1965) — холст, масло; 55×75 см[12]
- Улов (1985) — бумага, акварель; 24,6×21 см[3]
- Улочка Москвы: этюд (1963) — бумага, акварель; 22,5×16,5 см[3]
- Цапля (1946) — тушь, перо; 37,5×52,5 см[14]
- Шушенское строится (1968) — холст, масло; 55×80,5 см[15];

## Награды и признание
- Заслуженный художник РСФСР (1969)[5].

## Комментарии
1. ↑  В ряде источников[1][2][3][4] указывается год рождения 1926.
2. ↑  В ряде источников[1] местом рождения указан Ростов-на-Дону.